# Heliastus benjamini
Heliastus benjamini är en insektsart som beskrevs av Andrew Nelson Caudell 1905. Heliastus benjamini ingår i släktet Heliastus och familjen gräshoppor. Inga underarter finns listade i Catalogue of Life.